# James Straus
James Satoru Straus ist ein Spezialeffektkünstler.

## Leben
Straus begann seine Karriere 1991 beim Fernsehen. Nachdem er zunächst bei Hanna-Barbera und Warner Brothers als Animator tätig war, wechselte er noch im selben Jahr zu Disney, wo er als Animator an den Zeichentrickserien Darkwing Duck und Goofy und Max arbeitete. 1993 wechselte er zum Film, sein Debüt hatte er bei Jurassic Park. Für Industrial Light & Magic wirkte er unter anderem an Jumanji und Dragonheart. Zu seinen späteren Effektarbeiten zählen unter anderem der Superheldenfilm X-Men Origins: Wolverine und die Literaturverfilmung Alice im Wunderland. Im Laufe seiner Karriere arbeitete Straus für Regisseure wie John Woo, Tim Burton, Brett Ratner und Steven Spielberg.
1997 war er für Rob Cohens Fantasyfilm Dragonheart gemeinsam mit Scott Squires, Phil Tippett und Kit West für den Oscar in der Kategorie Beste visuelle Effekte nominiert, die Auszeichnung in diesem Jahr ging jedoch an den Roland Emmerichs Science-Fiction-Film Independence Day. Für Dragonheart war er zudem für den Saturn Award nominiert, auch hier ging er jedoch leer aus.

## Filmografie (Auswahl)
- 1993: Jurassic Park
- 1995: Jumanji
- 1996: Dragonheart
- 1998: Star Trek: Der Aufstand (Star Trek: Insurrection)
- 2001: Shrek – Der tollkühne Held (Shrek)
- 2005: Constantine
- 2008: Sieben Leben (Seven Pounds)
- 2009: X-Men Origins: Wolverine
- 2010: Alice im Wunderland (Alice in Wonderland)
- 2014: The Expendables 3
- 2019: Black and Blue

## Auszeichnungen (Auswahl)
- 1997: Oscar-Nominierung in der Kategorie Beste visuelle Effekte für Dragonheart